# Kolhorn
Kolhorn (52° 48′ N, 4° 53′ L) é uma cidade dos Países Baixos, na província de Holanda do Norte. Kolhorn pertence ao município de Niedorp, e está situada a 14 km, a norte de Heerhugowaard.
Em 2001, a cidade de Kolhorn tinha 645 habitantes. A área urbana da cidade é de 0.20 km², e tem 265 residências. 
A área de Kolhorn, que também inclui as partes periféricas da cidade, bem como a zona rural circundante, tem uma população estimada em 890 habitantes.